# Tetranychus armipenis
Tetranychus armipenis är en spindeldjursart som beskrevs av Flechtmann och Baker 1970. Tetranychus armipenis ingår i släktet Tetranychus och familjen Tetranychidae. Inga underarter finns listade i Catalogue of Life.